# Fossombronia lamellata
Fossombronia lamellata là một loài Rêu trong họ Fossombroniaceae. Loài này được Stephani mô tả khoa học đầu tiên năm 1894.